# Єлисеєв Федот Васильович
Федот Васильович Єлисеєв (1 березня 1915 , Стерлітамацький повітd, Уфимська губернія  — 21 травня 2004 , Курган ) — гвардії полковник Радянської Армії, учасник німецько-радянської війни і радянсько-японської війни, військовий комісар міста Курган, Герой Радянського Союзу (1943).

## Біографія
Федот Єлисєєв народився 1 березня 1915 року в селі Єлисеєвка (Мудровка) Стерлітамацького повіту Уфимської губернії (нині не існує, перебувало в Пугачовській сільраді Федорівського району Башкортостану) в сім'ї селянина, власника пасіки. У сім'ї було п'ятеро дітей: Федот (1915—2004), Микола (1919—2014), Павло, Володимир і Клавдія.
Федот Васильович отримав неповну середню освіту, у 1930 році вступив у колгосп «Доброволець». У 1934 році на зборах селян Федот Єлисеєв обраний продавцем магазину, відкритого в с. Хитрівка. У 1935 році голова колгоспу Авдонкін переконав його перейти працювати завідувачем тваринницькою фермою.
В 1935—1938 роках проходив службу в Робітничо-селянської Червоної Армії. Служив в піхотних частинах військ НКВС СРСР, закінчив школу сержантського складу. У 1938 році після демобілізації очолив Федоровську районну раду ТСОАВІХІМу.
З 1939 року член ВКП(б), з 1952 року — КПРС.
У 1939 році навчався на курсах молодших лейтенантів у м. Магнітогорську.
У 1940 році повторно призваний в армію. Після закінчення навчального курсу в званні молодшого лейтенанта його направили в с. Давлеканово Башкирської АРСР у розпорядження 717-го стрілецького полку на посаду комвзводу.
У травні 1941 року призначений командиром стрілецької роти і спрямований на військові навчання в Білоруську РСР. При вивантаженні з ешелону військова частина потрапила під фашистське бомбардування. А 25 червня вступили в перший рукопашний бій з німцями; рота Єлисеєва звернула на втечу гітлерівський підрозділ. Після нових бойових сутичок з ворогом залишкам роти довелося відступати, тричі прориватися з оточення. 29 липня Єлисеєв був поранений. Після виходу з оточення лікувався в госпіталі.
В 1943 році Федот Васильович закінчив Вищі стрілецько-тактичні курси удосконалення командного складу піхоти «Постріл». До липня 1943 року гвардії капітан Федот Єлисеєєв командував батальйоном 205-го гвардійського стрілецького полку 70-ї гвардійської стрілецької дивізії 13-ї армії Центрального фронту.
6-10 липня 1943 року батальйон тримав оборону на Орловсько-Курському напрямку, відбивши кілька десятків атак німецьких танкових підрозділів. 20-21 вересня 1943 року батальйон Єлісєєва переправився через Дніпро в районі села Домантово Чорнобильського району Київської області Української РСР, захопив і втримав плацдарм на його західному березі. В тих боях батальйон знищив близько 700 солдатів і офіцерів противника і захопив великі трофеї.
Указом Президії Верховної Ради СРСР від 16 жовтня 1943 року за вміле командування батальйоном, зразкове виконання бойових завдань командування і проявлені при цьому геройство і мужність" гвардії капітан Федот Єлисеєв удостоєний високого звання Героя Радянського Союзу з врученням ордена Леніна і медалі «Золота Зірка» за номером 1810.
Брав участь у радянсько-японській війні в посаді командира 52 гвардійського стрілецького полку (Забайкальський фронт).
У 1945 році закінчив прискорений курс Військової академії імені М. В. Фрунзе і був направлений в Китай, де командував 17-м кулеметно-артилерійським полком, що дислокувався в Дальньому, який мав статус вільного китайського порту, орендованого СРСР.
У 1952-1963 роках був військовим комісаром міста Кургану, після розформування міського комісаріату в 1963—1967 роках — військовим комісаром Жовтневого району Кургану. У 1967 році в званні полковника Єлісеєв звільнений у запас. Проживав у Кургані, вів велику громадську роботу по військово-патріотичному вихованню молоді.
Федот Васильович Єлісеєв помер 21 травня 2004 року, похований на центральній алеї нового Рябковського кладовища міста Кургана.

## Нагороди та звання
- Герой Радянського Союзу, 16 жовтня 1943 року[7]
  - Орден Леніна
  - Медаль «Золота Зірка» № 1810
- Орден Олександра Невського, 1 жовтня 1943 року[8]
- Орден Вітчизняної війни I ступеня, 6 квітня 1985 року[9]
- Орден Вітчизняної війни II ступеня, 22 травня 1944 року[10]
- Два ордени Червоної Зірки, 4 серпня 1943 року[11] і ?
- Медалі, в тому числі:
  - Медаль «За перемогу над Німеччиною у Великій Вітчизняній війні 1941—1945 рр.», 10 жовтня 1945 року[12]
- Дві медалі «Китайсько-радянська дружба», першу з цих медалей вручив Чжоу Еньлай.
- Почесне звання Почесний громадянин Курганської області, 29 січня 2003 року[13].
- Почесне звання Почесний громадянин Кургану, 1995 рік.

## Пам'ять
- Меморіальна дошка Ф. В. Єлисеєва на будинку, де він жив з 1979 по 2004 рр., місто Курган, вул. М. Горького, 127.
- Садівниче некомерційне товариство ім. Героя Радянського Союзу Ф. В. Єлисеєва, розташоване в районі Рябково міста Курган, обмежено з заходу вул. Лєскова, з півночі вул. Черняховського, зі сходу Рябковским кладовищем.
- Турнір з баскетболу пам'яті Героя Радянського Союзу Федота Васильовича Єлисеєва[14].

## Родина
Федот Васильович Єлисеєв був одружений, виховав двох синів.